# Grundsjön, Uppland
Grundsjön är en sjö i Östhammars kommun i Uppland och ingår i Olandsån-Skeboåns kustområde. Grundsjön ligger i Grundsjön Natura 2000-område.